# Uroplatus sikorae
Uroplatus sikorae är en ödleart som beskrevs av  Oskar Boettger 1913. Uroplatus sikorae ingår i släktet Uroplatus och familjen geckoödlor. Artepitet i det vetenskapliga namnet hedrar den australiska djursamlaren Franz Sikora som var aktiv i regionen.
Denna geckoödla lever på östra och norra Madagaskar. Den vistas i kulliga regioner och bergstrakter mellan 350 och 1300 meter över havet. Habitatet utgörs av skogar. Arten kan leva i förändrade skogar men inte i öppna landskap. Den hittas ofta tillsammans med andra arter av samma släkte.
Populationen påverkas av svedjebruk, andra bränder och allmänna landskapsförändringar. Hela beståndet antas vara stort. IUCN kategoriserar arten globalt som livskraftig.

## Underarter
Arten delas in i följande underarter:
- U. s. sikorae
- U. s. sameiti

## Bildgalleri

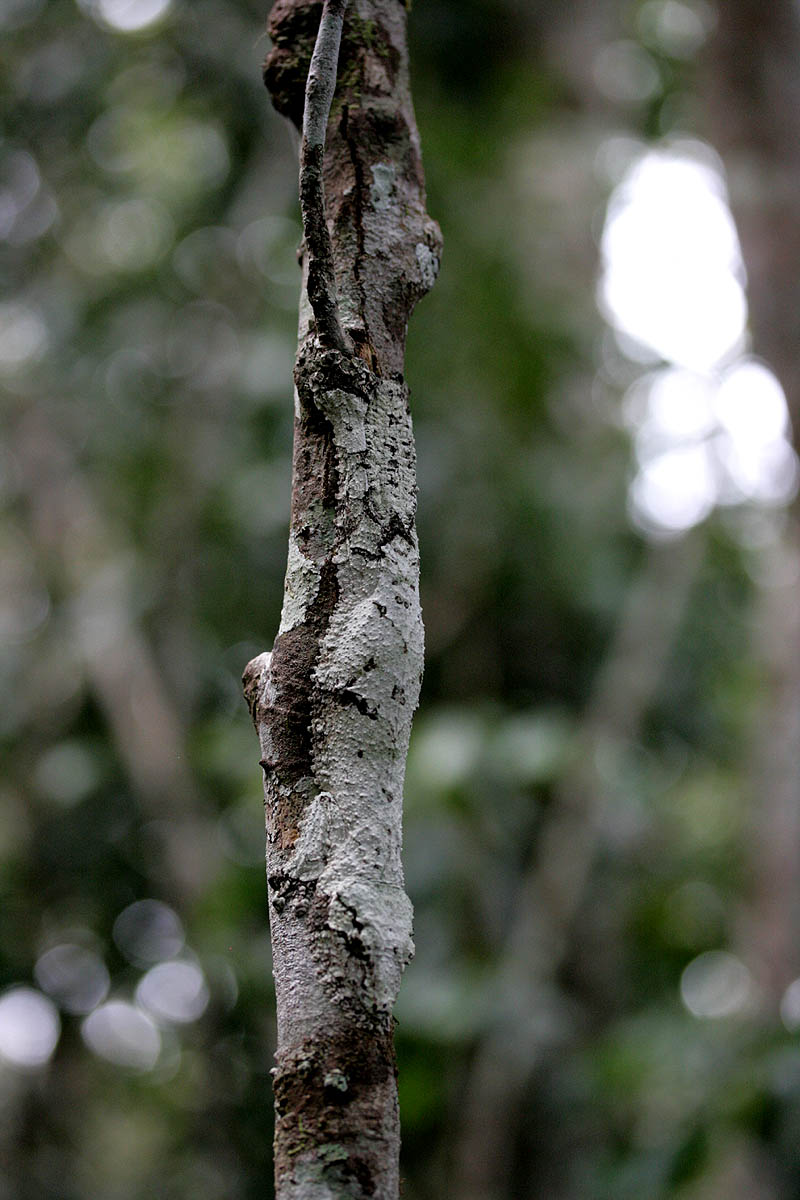